# Parti libéral démocratique bouddhiste
Le Parti Libéral Démocratique Bouddhiste (PLDB, en khmer : គណបក្សប្រជាធិបតេយ្យសេរីនិយមព្រះពុទ្ធសាសនា) est une formation politique cambodgienne qui participe, en tant que parti minoritaire, au gouvernement de 1993 à 1998, date après laquelle, victime de dissensions internes, il disparaît.

## Historique
Il naît officiellement le 21 mai 1992 de la transformation du Front national de libération du peuple khmer (FNLPK), un des mouvements de résistance contre le régime de la République populaire du Kampuchéa, en parti politique à même de participer aux élections de l'Assemblée constituante cambodgienne de 1993.
Il est présidé par Son Sann, qui fut ministre dans les années 1950 et 1960. Ieng Mouly en est le vice-président et le secrétariat général est assuré par un certain Kem Sokha.
Le score que le PLDB réalise aux élections (3,81 % des voix, 10 des 120 sièges de la nouvelle assemblée) est toutefois en deçà des espérances que le parti nourrissait à sa création. Les raisons de cet échec sont multiples. Il a été évoqué une implantation essentiellement dans les diasporas qui ne pouvaient pas prendre part aux votes ou les tracasseries dont le parti avait été la victime durant la campagne de la part d’une administration aux mains du Parti populaire cambodgien (PPC), mais ces griefs peuvent aussi s’appliquer au FUNCINPEC sans que cela n’ait empêché ce dernier de récolter 45,47 % des voix et 58 sièges. La référence trop marquée à la république khmère, responsable alors pour beaucoup d’électeurs des maux qu’ils avaient à subir depuis un quart de siècle, semble une cause plus probable. Enfin, le parti a également souffert de la difficulté de se démarquer du FUNCINPEC avec qui il avait partagé pendant plus de 10 ans les destinées de la résistance « non-communiste » au régime de la république populaire du Kampuchéa.
Malgré son score le PLDB fait partie, avec le FUNCINPEC et le PPC, d’un gouvernement de coalition. Son Sann obtient même le poste de président de l’assemblée jusqu’à la promulgation de la constitution en septembre 1993, date à laquelle il cède sa place à Chea Sim.
En octobre 1993, le Parti Libéral Démocratique Bouddhiste est un des membres fondateurs du Conseil des libéraux et des démocrates asiatiques.
Mais les luttes internes auront raison du parti.
Ce fut d’abord Sak Sutsakhan (en), ancien commandant militaire de la république khmère, qui avant même la création du PLDB, avait décidé de quitter le FNLPK avec ses partisans pour fonder le parti démocrate libéral qui avait récolté 1,56 % des suffrages aux élections de 1993.
Le coup de grâce viendra du différend qui opposera Son Sann à Ieng Mouly. Les divergences entre les deux dirigeants étaient apparues dès la campagne électorale, Son Sann demandant même – sans succès – à l’Autorité provisoire des Nations unies au Cambodge (APRONUC) de faire remplacer son vice-président (en) par un autre représentant du PLDB au sein du CNS, l’organe chargé de gérer les affaires du Cambodge jusqu’à la mise en place de l’Assemblée. Le clivage ira en s’accentuant et aboutira à une scission en 1995. La situation prendra un tour dramatique avec le suicide du député Meas Chan Leap, tiraillé entre ses fidélités pour chacun des deux camps. Peu après, une attaque à la grenade fait une trentaine de victimes à un congrès des partisans de Son Sann qu'Ieng Mouly voulait interdire et qui voulait se démarquer du gouvernement.
Chaque clan présente ses propres listes aux élections législatives de 1998 où ils doivent se contenter de scores confidentiels (0,89 % pour le Parti Son Sann et 0,64 % pour le Parti libéral bouddhique mené par Ieng Mouly) qui ne leur permettre pas de conserver des représentants à l’assemblée ; aucun des deux ne survivra à cet échec,.

### Élections législatives
| Année | Votes   | Votes | Députés  | Rang |
| Année | Voix    | %     | Députés  | Rang |
| ----- | ------- | ----- | -------- | ---- |
| 1993  | 139 966 | 3,81  | 10 / 120 | 3e   |
| 1998  | 45 844  | 0,89  | 0 / 122  | 7e   |